# Sigfrid Wallengren
Mårten Johan Sigfrid Wallengren, född 23 juli 1876 i Lund, död där 4 juli 1927, var en svensk statsvetare. 
Wallengren blev i Lund filosofie kandidat 1897, filosofie licentiat 1904 och filosofie doktor 1907, på en avhandling om Hans Järta. Sistnämnda år blev han tillförordnad och 1917 ordinarie professor i statskunskap och statistik där. Wallengren var lärare vid Lunds privata elementarskola 1906–1918, redaktionssekreterare för Statsvetenskaplig tidskrift 1900–1901, 1905 och 1906–1910 samt förlikningsman 1917. Han blev ledamot av Humanistiska vetenskapssamfundet i Lund 1922. Wallengren var ordförande i Lunds studentkår 1905 och i Akademiska Föreningen 1924–1927. 
Sigfrid Wallengren var son till kommunaltjänstemannen Mårten Svensson, bror till författaren Axel Wallengren och läkaren Herman Wallengren samt kusin till zoologen Hans Wallengren och tidningsmannen Waldemar Bülow. Han är begraven på Norra kyrkogården i Lund.